# Neocorus
Neocorus is een kevergeslacht uit de familie van de boktorren (Cerambycidae). De wetenschappelijke naam van het geslacht werd voor het eerst geldig gepubliceerd in 1864 door Thomson.

## Soorten
Neocorus omvat de volgende soorten:
- Neocorus diversipennis Belon, 1903
- Neocorus ibidionoides (Audinet-Serville, 1834)
- Neocorus zikani Melzer, 1920